# Elítnoie
Elítnoie (en rus: Элитное) és un poble del krai de Primórie, a l'Extrem Orient de Rússia, que en el cens del 2010 tenia 133 habitants.